# Dmitri Volkov (volley-ball)
Pour les articles homonymes, voir Volkov et Dmitri Volkov.
Dmitri Aleksandrovitch Volkov (en russe : Дмитрий Александрович Волков) est un joueur russe de volley-ball né le 25 mai 1995 à Novokouïbychevsk. Il joue réceptionneur-attaquant. Pour plusieurs saisons il est dans l'équipe de Fakel Novy Ourengoï.

## Palmarès

### Clubs
Challenge Cup:
- 2017[1]
- 2016

Championnat du Monde des Clubs:
- 2018

Championnat de Russie:
- 2019

### Équipe nationale
Championnat du Monde des moins de 19 ans:
- 2013

Festival Olympique de la Jeunesse Européenne:
- 2013

Championnat d'Europe des moins de 21 ans:
- 2014

Jeux européens:
- 2015

Championnat du Monde des moins de 23 ans:
- 2015

Championnat du Monde des moins de 21 ans:
- 2015

Championnat d'Europe:
- 2017[2]

Ligue des Nations:
- 2018, 2019

### Distinctions individuelles
- 2013: Meilleur réceptionneur-attaquant Championnat du Monde des moins de 19 ans
- 2013: Meilleur réceptionneur-attaquant Festival olympique de la Jeunesse Européenne
- 2015: Meilleur réceptionneur-attaquant Championnat du Monde des moins de 21 ans
- 2017: MVP le final Challenge Cup
- 2017: Meilleur réceptionneur-attaquant Championnat d'Europe
- 2018: Meilleur réceptionneur-attaquant Ligue des Nations
- 2018: Meilleur réceptionneur-attaquant Championnat du Monde des Clubs
- 2019: Meilleur réceptionneur-attaquant Ligue des Nations